# Interimswaffe

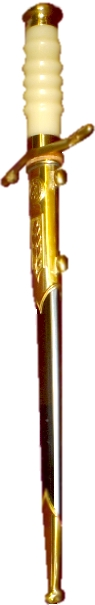
DDR-NVA-Ehrendolch

Interimswaffen (von lateinisch ad interim „einstweilig, zwischenzeitlich“) werden, vor allem beim Militär, zu alltäglichen Dienstverrichtungen angelegt (früher der sog. „Kleine Dienst“). Interimswaffen sind häufig leichter oder kleiner als die Ordonnanzwaffen. So galt bspw. der 1901, nach russischem Vorbild, in der deutschen Kaiserlichen Marine für Seeoffiziere als Interimswaffe (wieder) eingeführte Dolch als eine Diensterleichterung, weil seit 1873 ausnahmslos, auch an Bord, der schwere und sperrige Marinesäbel zu tragen gewesen war.

## Beschreibung
Die Begrifflichkeiten von Interimswaffen, Interimsuniformen, Interims-Attila und weiteren Gegenständen wurden im 19ten-Jahrhundert bekannt. In jeweiligen Reglements des Militärs wurde festgelegt, welchen Personen zu welchen Anlässen Sonderausstattungen erlaubt oder vorgeschrieben war. Erhöhte Aufmerksamkeit wurde dabei den Interimswaffen gewidmet. Dazu zählen unter anderem Blankwaffen wie Offiziersdegen oder -säbel, die zur Ausgehuniform oder beim sogenannten „Kleinen Dienst“ (gesellschaftliche und interne Verpflichtungen von Militärpersonen) getragen wurden. Diese Waffen durften oder mussten (per Dienstvorschrift) zu bestimmten Gelegenheiten ad interim getragen werden. Ein Grund für diese Vorschriften war es, die teils aufwändig ausgestatteten Interimswaffen nicht im normalen Dienst zu verschleißen. Im normalen Dienst waren geschmückte Waffen nicht zweckmäßig. Im 21sten-Jahrhundert werden alte Interimswaffen auf Auktionen zu nennenswerten Preisen gehandelt.